# Rally de Cerdeña de 2015
El Rally de Cerdeña de 2015, oficialmente 12º Rally d'Italia Sardegna, fue la decimosegunda edición y la sexta ronda de la temporada 2015 del Campeonato Mundial de Rally. Se celebró del 11 al 14 de junio y contó con un itinerario de 23 tramos sobre tierra que sumaron un total de 394.63 km cronometrados. Fue también la sexta ronda de los campeonatos WRC 2 y WRC 3.
Sébastien Ogier se quedó con la victoria con un tiempo de 4:25:54.3 dejando por detrás a Paddon a más de tres minutos y a Neuville a más de cuatro minutos.

## Resultados

### Etapas especiales
| Día    | Tramo | Nombre                       | Distancia | Ganador de la etapa               | No. | Equipo                      | Tiempo  | Líder                            |
| ------ | ----- | ---------------------------- | --------- | --------------------------------- | --- | --------------------------- | ------- | -------------------------------- |
| 11 Jun | SS1   | Citta' Di Cagliari           | 2.50 km   | Martin Prokop Jan Tománek         | 21  | Jipocar Czech National Team | 2:23.7  | Martin Prokop Jan Tománek        |
| 12 Jun | SS2   | Grighine Sud 1               | 26.31 km  | Hayden Paddon John Kennard        | 20  | Hyundai Motorsport N        | 18:15.0 | Hayden Paddon John Kennard       |
| 12 Jun | SS3   | Grighine Nord 1              | 18.34 km  | Hayden Paddon John Kennard        | 20  | Hyundai Motorsport N        | 13:48.1 | Hayden Paddon John Kennard       |
| 12 Jun | SS4   | Montiferru 1                 | 14.41 km  | Hayden Paddon John Kennard        | 20  | Hyundai Motorsport N        | 9:47.4  | Hayden Paddon John Kennard       |
| 12 Jun | SS5   | Sagama 1                     | 2.58 km   | Sébastien Ogier Julien Ingrassia  | 1   | Volkswagen Motorsport       | 2:09.6  | Hayden Paddon John Kennard       |
| 12 Jun | SS6   | Sagama 2                     | 2.58 km   | Jari-Matti Latvala Miikka Anttila | 2   | Volkswagen Motorsport       | 2:07.0  | Hayden Paddon John Kennard       |
| 12 Jun | SS7   | Sinis - Mont' E Prama        | 14.08 km  | Ott Tänak Raigo Mõlder            | 6   | M-Sport World Rally Team    | 7:48.7  | Hayden Paddon John Kennard       |
| 12 Jun | SS8   | Grighine Sud 2               | 22.45 km  | Jari-Matti Latvala Miikka Anttila | 2   | Volkswagen Motorsport       | 15:20.9 | Hayden Paddon John Kennard       |
| 12 Jun | SS9   | Grighine Nord 2              | 18.34 km  | Sébastien Ogier Julien Ingrassia  | 1   | Volkswagen Motorsport       | 13:29.7 | Hayden Paddon John Kennard       |
| 12 Jun | SS10  | Montiferru 2                 | 14.41 km  | Jari-Matti Latvala Miikka Anttila | 2   | Volkswagen Motorsport       | 9:28.9  | Hayden Paddon John Kennard       |
| 13 Jun | SS11  | Ittiri Arena 1               | 1.40 km   | Sébastien Ogier Julien Ingrassia  | 1   | Volkswagen Motorsport       | 1:28.8  | Hayden Paddon John Kennard       |
| 13 Jun | SS12  | Monti di Ala' 1              | 22.49 km  | Jari-Matti Latvala Miikka Anttila | 2   | Volkswagen Motorsport       | 13:51.2 | Hayden Paddon John Kennard       |
| 13 Jun | SS13  | Coiluna-Loelle 1             | 36.69 km  | Mads Østberg Jonas Andersson      | 4   | Citroën Total Abu Dhabi WRT | 24:04.1 | Hayden Paddon John Kennard       |
| 13 Jun | SS14  | Monte Lerno 1                | 42.22 km  | Jari-Matti Latvala Miikka Anttila | 2   | Volkswagen Motorsport       | 28:37.4 | Hayden Paddon John Kennard       |
| 13 Jun | SS15  | Ozieri-Ardara                | 7.23 km   | Jari-Matti Latvala Miikka Anttila | 2   | Volkswagen Motorsport       | 4:00.9  | Hayden Paddon John Kennard       |
| 13 Jun | SS16  | Ittiri Arena 2               | 1.40 km   | Thierry Neuville Nicolas Gilsoul  | 7   | Hyundai Motorsport          | 1:30.0  | Hayden Paddon John Kennard       |
| 13 Jun | SS17  | Monti di Ala' 2              | 22.49 km  | Sébastien Ogier Julien Ingrassia  | 1   | Volkswagen Motorsport       | 13:38.9 | Sébastien Ogier Julien Ingrassia |
| 13 Jun | SS18  | Coiluna-Loelle 2             | 36.69 km  | Mads Østberg Jonas Andersson      | 4   | Citroën Total Abu Dhabi WRT | 23:51.7 | Sébastien Ogier Julien Ingrassia |
| 13 Jun | SS19  | Monte Lerno 2                | 42.22 km  | Sébastien Ogier Julien Ingrassia  | 1   | Volkswagen Motorsport       | 28:01.5 | Sébastien Ogier Julien Ingrassia |
| 14 Jun | SS20  | Olmedo monte Baranta 1       | 11.13 km  | Hayden Paddon John Kennard        | 20  | Hyundai Motorsport N        | 8:10.7  | Sébastien Ogier Julien Ingrassia |
| 14 Jun | SS21  | Cala Flumini 1               | 11.77 km  | Sébastien Ogier Julien Ingrassia  | 1   | Volkswagen Motorsport       | 7:36.3  | Sébastien Ogier Julien Ingrassia |
| 14 Jun | SS22  | Olmedo monte Baranta 2       | 11.13 km  | Jari-Matti Latvala Miikka Anttila | 2   | Volkswagen Motorsport       | 7:56.3  | Sébastien Ogier Julien Ingrassia |
| 14 Jun | SS23  | Cala Flumini 2 (Power Stage) | 11.77 km  | Sébastien Ogier Julien Ingrassia  | 1   | Volkswagen Motorsport       | 7:15.9  | Sébastien Ogier Julien Ingrassia |

### Power Stage
El power stage al igual que en las anteriores carreras fue la última etapa del rally y tuvo un recorrido total de 11.77 km.
| Pos | Piloto             | Coche                 | Tiempo | Dif. | Pts |
| --- | ------------------ | --------------------- | ------ | ---- | --- |
| 1   | Sébastien Ogier    | Volkswagen Polo R WRC | 7:15.9 | 0.0  | 3   |
| 2   | Jari-Matti Latvala | Volkswagen Polo R WRC | 7:19.7 | +3.8 | 2   |
| 3   | Andreas Mikkelsen  | Volkswagen Polo R WRC | 7:20.0 | +4.1 | 1   |

## Clasificación final
| Pos.     | Piloto              | Copiloto           | Automóvil              | Tiempo    | Diferencia | Puntos |     |
| WRC      | WRC                 | WRC                | WRC                    | WRC       | WRC        | WRC    | WRC |
| -------- | ------------------- | ------------------ | ---------------------- | --------- | ---------- | ------ | --- |
| 1        | Sébastien Ogier     | Julien Ingrassia   | Volkswagen Polo R WRC  | 4:25:54.3 | -          | 25+3   |     |
| 2        | Hayden Paddon       | John Kennard       | Hyundai i20 WRC        | 4:28:59.7 | +03:05.4   | 18     |     |
| 3        | Thierry Neuville    | Nicolas Gilsoul    | Hyundai i20 WRC        | 4:30:16.8 | +04:22.5   | 15     |     |
| 4        | Elfyn Evans         | Daniel Barrit      | Ford Fiesta RS WRC     | 4:31:29.1 | +05:34.8   | 12     |     |
| 5        | Mads Østberg        | Jonas Andersson    | Citroën DS3 WRC        | 4:33:44.4 | +07:50.1   | 10     |     |
| 6        | Jari-Matti Latvala  | Miikka Anttila     | Volkswagen Polo R WRC  | 4:34:01.0 | +08:06.7   | 8 + 2  |     |
| 7        | Yuriy Protasov      | Pavlo Cherepin     | Ford Fiesta RRC        | 4:40:52.0 | +14:57.7   | 6      |     |
| 8        | Paolo Andreucci     | Anna Andreussi     | Peugeot 208 T16        | 4:40:57.6 | +15:03.3   | 4      |     |
| 9        | Jan Kopecký         | Pavel Dresler      | Škoda Fabia R5         | 4:43:36.0 | +17:41.7   | 2      |     |
| 10       | Khalid Al Qassimi   | Chris Patterson    | Citroën DS3 WRC        | 4:45:06.3 | +19:12.0   | 1      |     |
| WRC 2    |                     |                    |                        |           |            |        |     |
| 1 (7.)   | Yuriy Protasov      | Pavlo Cherepin     | Ford Fiesta RRC        | 4:40:52.0 | -          | 25     |     |
| 2 (8.)   | Paolo Andreucci     | Anna Andreussi     | Peugeot 208 T16        | 4:40:57.6 | +5.6       | 18     |     |
| 3 (9.)   | Jan Kopecký         | Pavel Dresler      | Škoda Fabia R5         | 4:43:36.0 | +2:44.0    | 15     |     |
| 4 (11.)  | Abdulaziz Al-Kuwari | Marshall Clark     | Ford Fiesta RRC        | 4:47:26.7 | +6:34.7    | 12     |     |
| 5 (17.)  | Nasser Al-Attiyah   | Matthieu Baumel    | Ford Fiesta RRC        | 4:47:34.6 | +6:42.6    | 10     |     |
| 6 (13.)  | Armin Kremer        | Pirmin Winkelhofer | Škoda Fabia R5         | 4:47:59.7 | +7:07.7    | 8      |     |
| 7 (15.)  | Nicolás Fuchs       | Fernando Mussano   | Ford Fiesta R5         | 4:54:10.8 | +13:18.8   | 6      |     |
| 8 (16.)  | Eric Camilli        | Benjamin Veillas   | Ford Fiesta R5         | 5:04:01.1 | +23:09.1   | 4      |     |
| 9 (19.)  | Esapekka Lappi      | Janne Ferm         | Škoda Fabia R5         | 5:07:22.3 | +26:30.3   | 2      |     |
| 10 (18.) | Valeriy Gorban      | Volodymyr Korsia   | Mini Cooper S2000 1.6T | 5:17:04.5 | +36:12.5   | 1      |     |
| WRC 3    |                     |                    |                        |           |            |        |     |
| 1 (34.)  | Teemu Suninen       | Mikko Markkula     | Citroën DS3 R3T Max    | 5:54:13.8 | -          | 25     |     |
| 2 (37.)  | Andrea Crugnola     | Michele Ferrara    | Renault Clio RS R3T    | 6:09:28.0 | +15:14.2   | 18     |     |
| 3 (38.)  | Fabio Andolfi       | Simone Scattolin   | Peugeot 208 VTi R2     | 6:14:44.9 | +20:31.1   | 15     |     |
| 4 (41.)  | Giuseppe Testa      | Emanuele Inglesi   | Peugeot 208 VTI        | 7:18:14.8 | +1:24:01.0 | 12     |     |